# Luis Marichalar y Monreal
Luis Marichalar y Monreal, Visconte di Eza (Madrid, 22 gennaio 1873 – Madrid, 25 dicembre 1945) è stato un politico spagnolo.

## Biografia
Nacque a Madrid il 22 gennaio 1873, terzogenito di Amalio Rufino Marichalar y San Clemente, VIII Marchese di Montesa e di María Cecilia Monreal y Ortiz de Zárate, mentre suo nonno era Álvaro y Jaime de Marichalar. La coppia ebbe altri due figli, Pedro Marichalar y Monreal Marchese di Montesa (1867-1932) e María Cecilia Cayetana Evarista Marichalar y Monreal. Membro del Partito Conservatore, iniziò la sua carriera politica nel 1899 come deputato per il distretto di Soria. Egli era un facoltoso imprenditore, proprietario di terreni in Andalusia e Castiglia, possessore di un grande palazzo nel centro della città di Madrid, oltre che del più prestigioso caffè cittadino, membro di numerosi consigli di amministrazione di società e di imprese, ma anche grande benefattore e mentore di ogni iniziativa sociale della città. Si sposò con María Encarnación Bruguera y Molinuevo (1877-1946), che gli diede tre figli: Francisco Javier, Amalio e Maria del Carmen. Viene rieletto alle Cortes Generales anche nelle successive elezioni, e nel 1914 diviene Senatore del Regno Grande studioso della storia dell'agricoltura spagnola dal 1910 iniziò a sostenere l'opportunità di attuare una riforma agraria al fine di spezzare le grandi proprietà terriere, istituendo piccole proprietà agricole, al fine di favorire la classe operaia. La proposta non venne accolta, ma egli non si scoraggiò. In quegli anni criticò anche la mancanza di un valido sistema di credito agrario che costringeva gli agricoltori a rivolgersi agli usurai.
Nel 1907 divenne Direttore Generale del dipartimento dell'Agricoltura (1907), poi fu Sindaco (Alcalde) di Madrid (tra il 1913 e 1914), e Ministro dello Sviluppo (tra l'11 giugno e il 3 novembre 1917) durante il gabinetto retto da Eduardo Dato Iradier. Dopo l'esperienza come senatore fu di nuovo deputato per il distretto di Soria nel 1920 e nel 1923. Tra il 5 maggio 1920 e il 14 agosto 1921 fu Ministro della Guerra nel governo Dato e in quello del suo successore, Manuel Allendesalazar Muñoz. Durante il periodo in cui fu alla direzione del ministero avvenne la sanguinosa sconfitta nella Battaglia di Annual, in cui trovarono la morte oltre 12.000 soldati spagnoli, e il loro comandante, il generale Manuel Fernández Silvestre y Pantiga.
Ricoprì anche numerose altre cariche onorifiche, fu membro della Real Academia de Ciencias Morales y Políticas, presidente dell'Associazione degli Agricoltori spagnoli, presidente dell'Istituto per le Riforme Sociali, e dell'Associazione spagnola per il progresso sociale, ecc, ecc. Si batté sempre per l'attuazione della riforma agraria, anche con l'avvento della Repubblica.
Nel 1933 la situazione nelle campagne era tesissima, e peggiorava molto rapidamente. Il governo, nel tentativo di riavviare il commercio e il movimento del capitale, favorì la diminuzione dei salari, il licenziamento degli operai e l'allontanamento degli affittuari, senza che le leggi vigenti venissero rispettate. Ciò provocò un aumento della miseria talmente elevato da far paura alla classe governativa.
Il Visconte di Eza, Deputato monarchico, ancora nel 1934 dichiarava che nella campagna circa 150.000 famiglie mancavano del necessario per vivere. In più in alcuni villaggi l'altissima disoccupazione che si verificava in alcuni mesi dell'anno portava ad una tale miseria che gli stessi proprietari terrieri ne erano terrorizzati. In risposta alla crisi il governo socialista diede il vai ad un massiccio piano di collettivizzazione, sottraendo, anche con l'uso della forza, le terre ai proprietari. Ciò diede il via ad un diffuso malcontento che sarenne poi sfociato nella rivolta militare nazionalista del 1936. Si spense a Madrid il 25 dicembre 1945.
Per ricordare la sua figura il 29 marzo 2000 il Ministero dell'Agricoltura e della Pesca spagnolo ha immesso in servizio una nave da ricerca oceanografica denominata Vizconde de Eza.

## Opere
- El problema agrario en España, Madrid, 1915
- El oro, el crédito y la Banca, como factores internacionales
- Crítica del Impuesto sobre la Renta
- El enigma ruso y el ocaso del socialismo
- Agrarismo, Madrid, 1936